# Le But de Gargantua

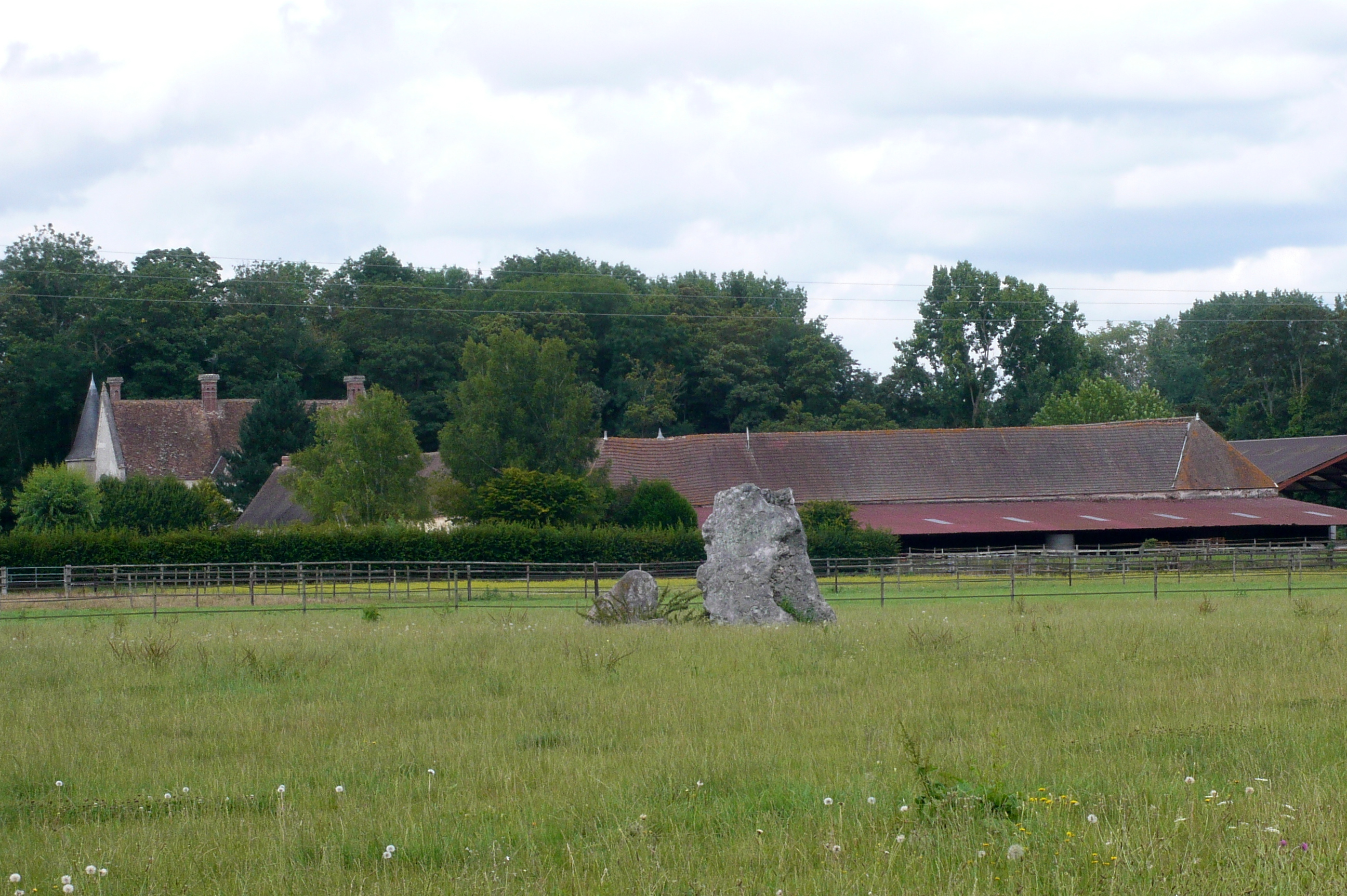
Le But de Gargantua

Der Menhir Le But de Gargantua (deutsch Gargantuas Ziel) stehen auf einem Feld nördlich der Dolmen von Changé (u. a. der Dolmen Le Berceau; von 1983 bis 2000 von Dominique Jagu ausgegraben), im äußersten Norden von Saint-Piat, auf der Grenze zu Maintenon, bei Chartres im Département Eure-et-Loir in Frankreich.
Gargantua ist der Name eines mythischen Riesen, den François Rabelais in seinem Romanzyklus Gargantua und Pantagruel im 16. Jahrhundert bekannt machte. Es gibt Dutzende von nach Gargantua benannten Menhiren und den Dolmen Les Palets de Gargantua. Nach der Überlieferung hat Gargantua die Landschaft geformt, lange bevor Rabelais die Geschichte aufnahm.
Le But de Gargantua scheint aus zwei Menhire zu bestehen, von denen einer eine große graue Platte von etwa 2,5 Metern Höhe ist und der andere etwa halb so hoch ist und die möglicherweise einst zusammen gehört haben.